# 包公廟 (香港)
包公廟是香港一所供奉包拯（尊稱包公）的廟宇，位於香港島灣仔南部隆安街2號，近堅尼地道及石水渠街一帶，灣仔玉虛宮之側。

## 歷史
包公廟建於清朝同治元年（1862年），當時香港貪污風氣嚴重，產生不少冤案，民眾便將以清廉公正聞名的北宋官員包拯設廟供奉，殖民地政府的時任按察司安士迪（T.C. Anstey）亦有入鄉隨俗在審理冤案之前到此廟參拜。

## 建築
包公廟的殿上供奉包公神像，正中放置寫上「包公丞相」四字的橫織錦帳額，而二旁則分別擺放了長旗，繡上「龍圖學士包公丞相」八字。